# Obra (India)
Obra is een nagar panchayat (plaats) in het district Sonbhadra van de Indiase staat Uttar Pradesh. 

## Demografie
Volgens de Indiase volkstelling van 2001 wonen er 52.398 mensen in Obra, waarvan 55% mannelijk en 45% vrouwelijk is. De plaats heeft een alfabetiseringsgraad van 75%. 